# 奧林匹克運動會難民代表團
奥林匹克运动会难民代表团（英語：Refugee Olympic Team）是由難民代表參賽的奧運會代表團。2016年，国际奥委会第一次组建难民代表团，参加里约奥运。难民代表团参赛时使用奥林匹克会旗及奥林匹克圣歌。
2016年里约热内卢夏季奥运会上，难民代表团的IOC国家代码曾使用英语简称ROT，后来在2020年日本东京夏季奥运会上代码改用法语简称EOR。截止2024年，难民代表团未曾参加冬季奥运会，也未曾参加青奥会（无论夏季还是冬季）。

## 獎牌得主
2024年，拳击运动员辛迪·恩甘巴成为历史上首位以难民身份获得奥运奖牌的选手。